# Heroes of Might and Magic
Heroes of Might and Magic е името на поредица компютърни игри от жанра походова стратегия. Най-популярна става третата част от серията – Heroes of Might and Magic III.

## Характерни черти
Всеки играч може да притежава градове и герои, като основен елемент от играта е развитието на героите – те могат да научават нови способности и да носят предмети, които им дават специални умения. Градовете са място, където могат да се строят сгради, създават нови герои и други бойни единици. Има различни видове градове – те се различават по сградите, които могат да се строят в тях и по единиците, които могат да се произвеждат.>